# Sant Julià de Lòria
Koordinaten: 42° 28′ N, 1° 30′ O

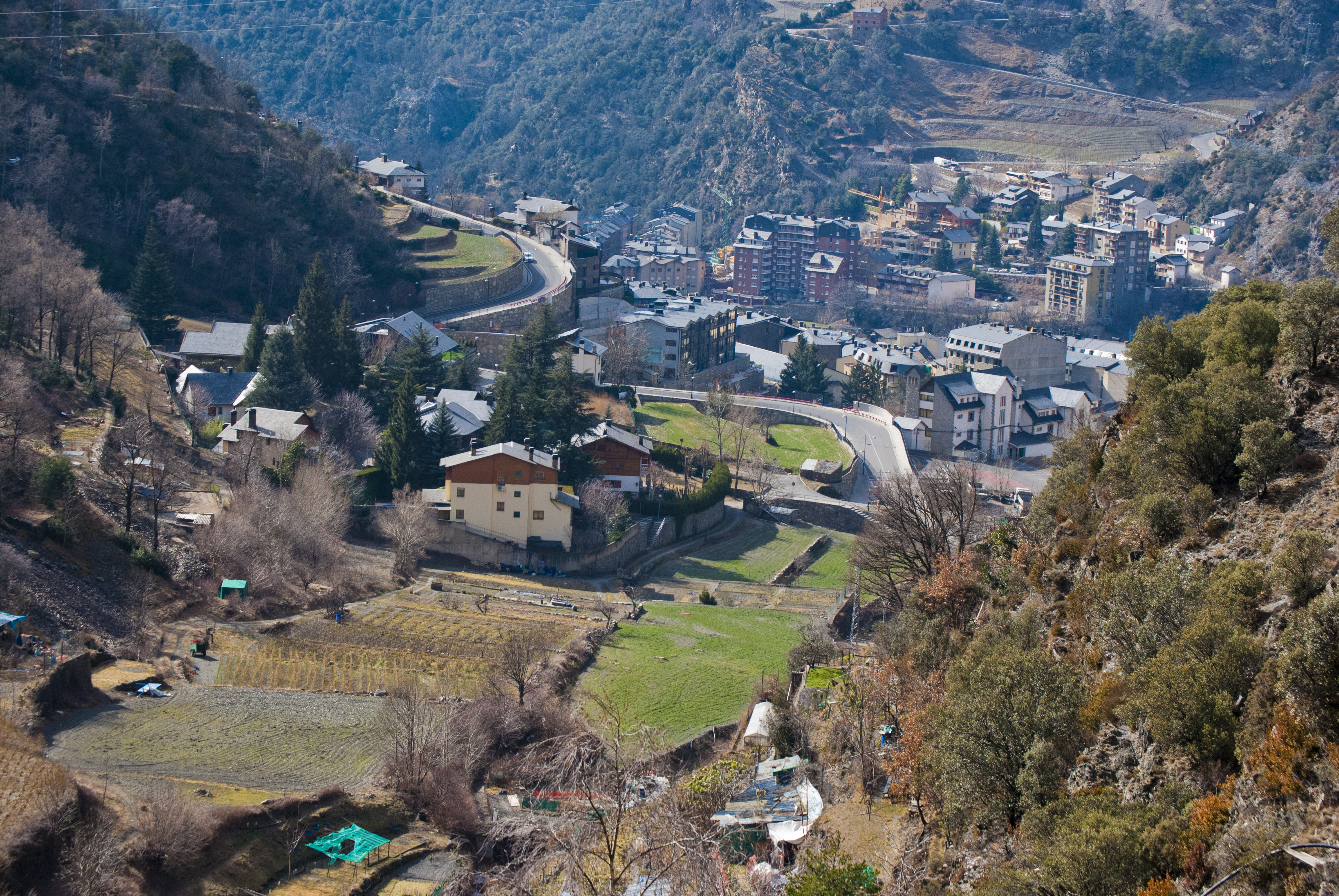
Blick auf Sant Julià de Lòria

Sant Julià de Lòria [ˈsaɲ ʒuɫiˈa ðə ˈɫɔɾiə] ist eine Kleinstadt im Süden Andorras und die südlichste Gemeinde des Fürstentums. Sie grenzt an die beiden andorranischen Gemeinden Andorra la Vella und Escaldes-Engordany sowie an Spanien.
Des Weiteren zählen zur Gemeinde Sant Julià de Lòria die kleineren Ortschaften Aixovall, Bixessarri, Fontaneda, Auvinyà, Aixirivall, Juberri, Nagol, Certés und Llumeneres.
Für den Tourismus sind vor allem im Winter die Langlauf-Angebote im Gebiet von La Rabassa von Bedeutung sowie der dortige Erlebnispark Naturlandia mit der Allwetterrodelbahn namens Tobotronc.
Die Gemeinde verfügt über zahlreiche romanische Baudenkmale, etwa die Kirchen Sant Cerni in Nagol oder Sant Miquel in Fontaneda. 
In Sant Julià de Lòria befindet sich die Universitat d’Andorra und der Abri Balma de la Margineda.
Die Fußballmannschaft UE Sant Julià wurde in der Spielsaison 2004/05 in der 1. Fußball-Liga Andorras Meister.

## Söhne und Töchter der Stadt
- Julià Reig Ribó (1911–1996), Unternehmer und Politiker
- Antoni Bernadó (* 1966), Langstreckenläufer
- Vicky Grau (* 1975), alpine Skiläuferin
- Canòlic Mingorance Cairat (* 1976), Juristin
- Jordi Aláez (* 1998), Fußballspieler
- Gina del Rio (* 2004), Skilangläuferin